# Jacques Verdollin
Jacques Verdollin, né le 29 novembre 1738 à Annot et mort le 16 avril 1793 à Paris, est un homme politique français, député aux États généraux de 1789 puis à la Convention en septembre 1792. Son nom est orthographié Verdolin par le site de l’Assemblée nationale.

## Biographie
Avocat à Annot (aujourd'hui dans les Alpes-de-Haute-Provence), il est élu à la sénéchaussée d’Aix-en-Provence, dont il refuse la députation (comme suppléant) pour lui préférer son élection comme député de la sénéchaussée de Draguignan. Il est président adjoint de l’assemblée du Tiers en mai 1789 et prête le serment du Jeu de paume. Il reste député du 27 avril 1789 au 30 septembre 1791.
Après l’élection de l’Assemblée législative, il est procureur général syndic des Basses-Alpes.
Après l’abolition de la monarchie, il est ensuite élu à la Convention en septembre 1792. Il est classé dans les « modérés ». Lors du procès de Louis XVI, il vote la culpabilité, la réclusion jusqu’à la paix et le bannissement.
Il meurt en avril 1793 à l'âge de 54 ans.

### Sources et bibliographie
- Jean-Bernard Lacroix, notice biographique, La Révolution dans les Basses-Alpes, Annales de Haute-Provence, bulletin de la société scientifique et littéraire des Alpes-de-Haute-Provence, n°307, 1er trimestre 1989, 108e année, p. 102
- Adolphe Robert et Gaston Cougny, Dictionnaire des parlementaires français, (publié en 1889, en ligne VAUDREY à VERDOLIN (1re partie de la biographie) et VERDOLIN à VETILLART (2de partie de la biographie), consulté le 2 mai 2015)